# Tough Luck and Tin Lizzies
Tough Luck and Tin Lizzies è un cortometraggio muto del 1917 diretto da Lawrence Semon (Larry Semon).

## Produzione
Il film fu prodotto dalla Vitagraph Company of America (come Big V Comedies).

## Distribuzione
Distribuito dalla Vitagraph Company of America, il film - un cortometraggio in una bobina presentato da Albert E. Smith - uscì nelle sale cinematografiche statunitensi il 22 ottobre 1917.
Con il titolo Larry Semon, An Underrated Genius, Volumes 1 and 2 (1917-1927), la Looser Than Loose Publishing distribuì nell'agosto 2006 un DVD con un'antologia comprendente Tough Luck and Tin Lizzies e altri nove cortometraggi per una durata complessiva di 140 minuti.